# Замок Лекьо (Швеція)
Лекьо — замок, розташований на острові Колландсе в комуні Лідчепінг у ландскапі Вестерйотланд (Швеція).
Замок розташований на мисі архіпелагу Екенс на озері Венерн і є нагадуванням про епоху великої Шведської держави. У середні віки він належав єпископству Скари і був залишений у 1615 як графство родині Де ла Гарді, але був відібраний королівством у 1681. Пізніше Лекьо був переданий Карлу Густаву Тессіну у 1752 і у 1810 — Карлу Юхану Адлеркрейцу. Після цього був зданий в оренду родині Руденшольдів. Нині замок і королівська садиба належать Державному агентству нерухомості і є пам'яткою архітектури з 25 січня 1935.
Замок відкритий для відвідувачів і в ньому проводяться виставки, концерти та оперні вистави. Національний музей демонструє предмети 17 століття зі своїх колекцій на поверхах і в скарбниці замку. Влітку, з травня по вересень, замок відвідує численна аудиторія, що робить замок одним з найбільш відвідуваних туристичних місць Західної Швеції. На території замку є конференц-зали та можливість ночівлі. Є також Природний центр «Vänerskärgården — Victoriahuset» з рестораном і готелем. У 2001 Лекьо був обраний найкрасивішим замком Швеції, а в 2013 році замок отримав Велику туристичну премію.

## Історія

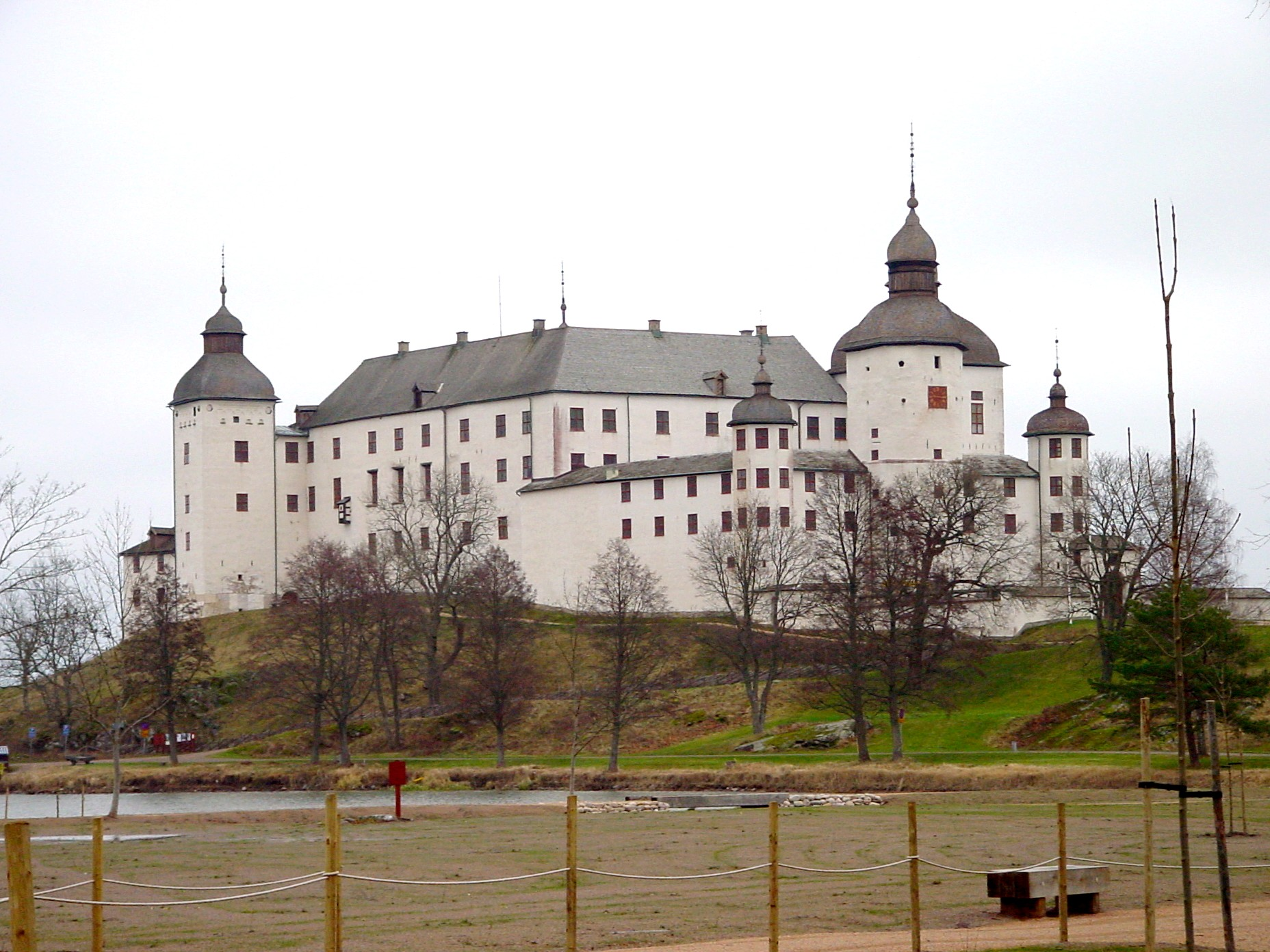
Замок Лекьо.

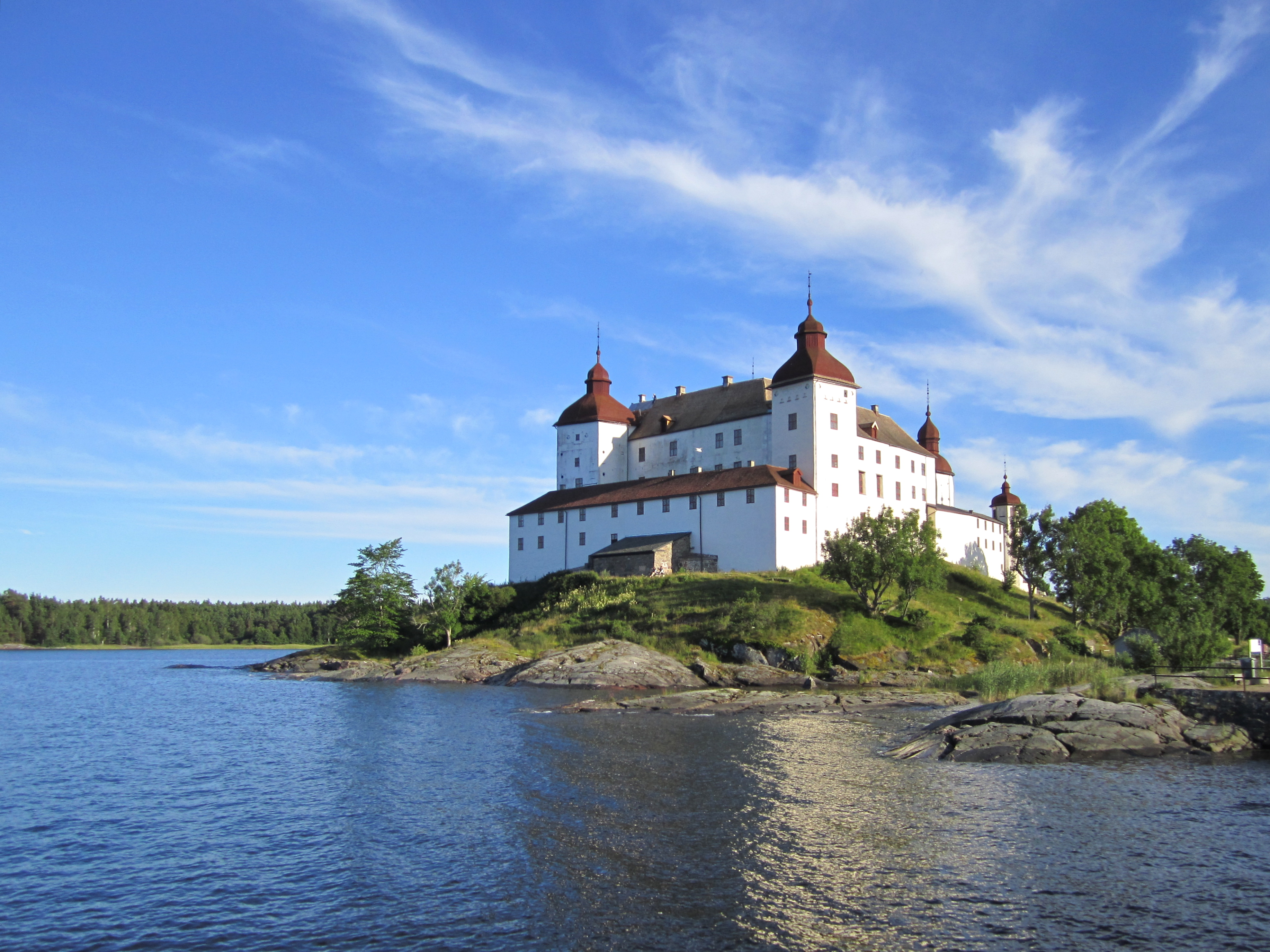
Замок Лекьо з північного заходу.

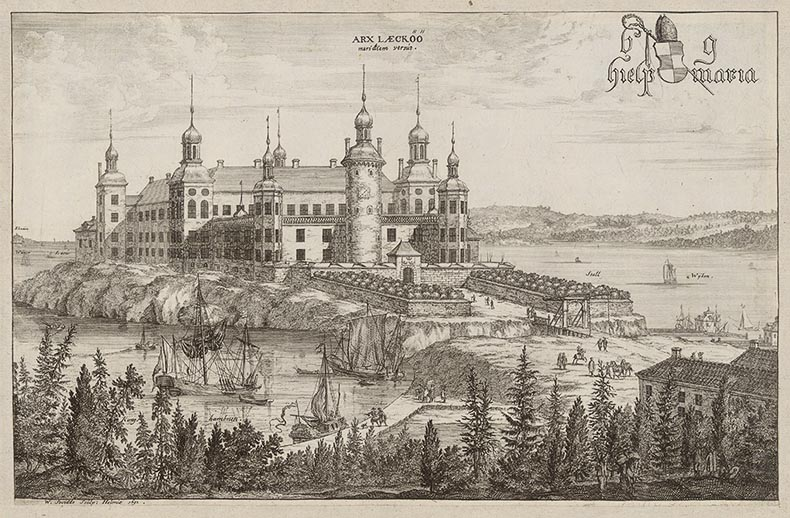
Лекьо, близько 1689. Віллем Свідде, Швеція давня і сучасна.

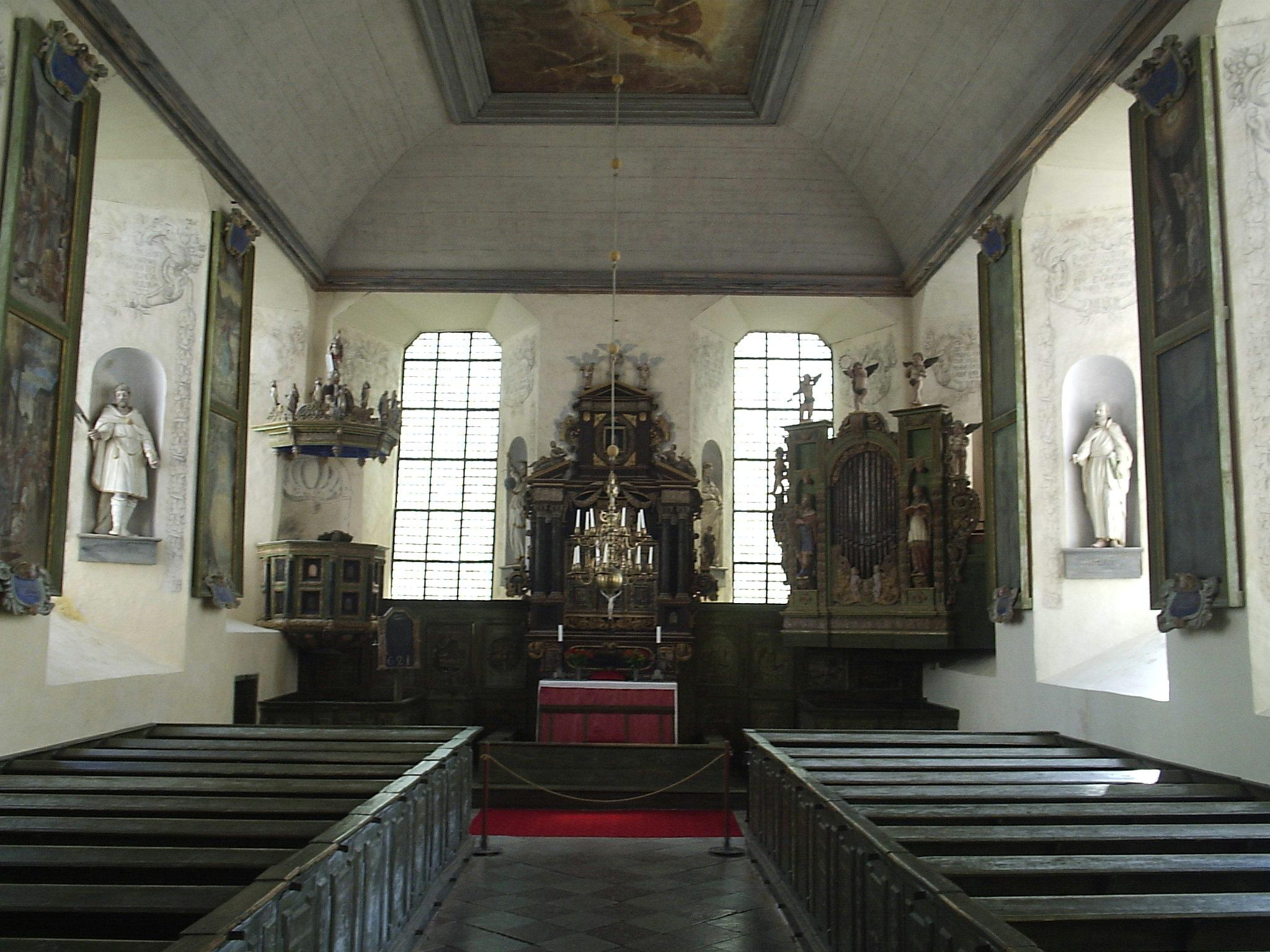
Зображення інтер'єру церкви в замку Лекьо.

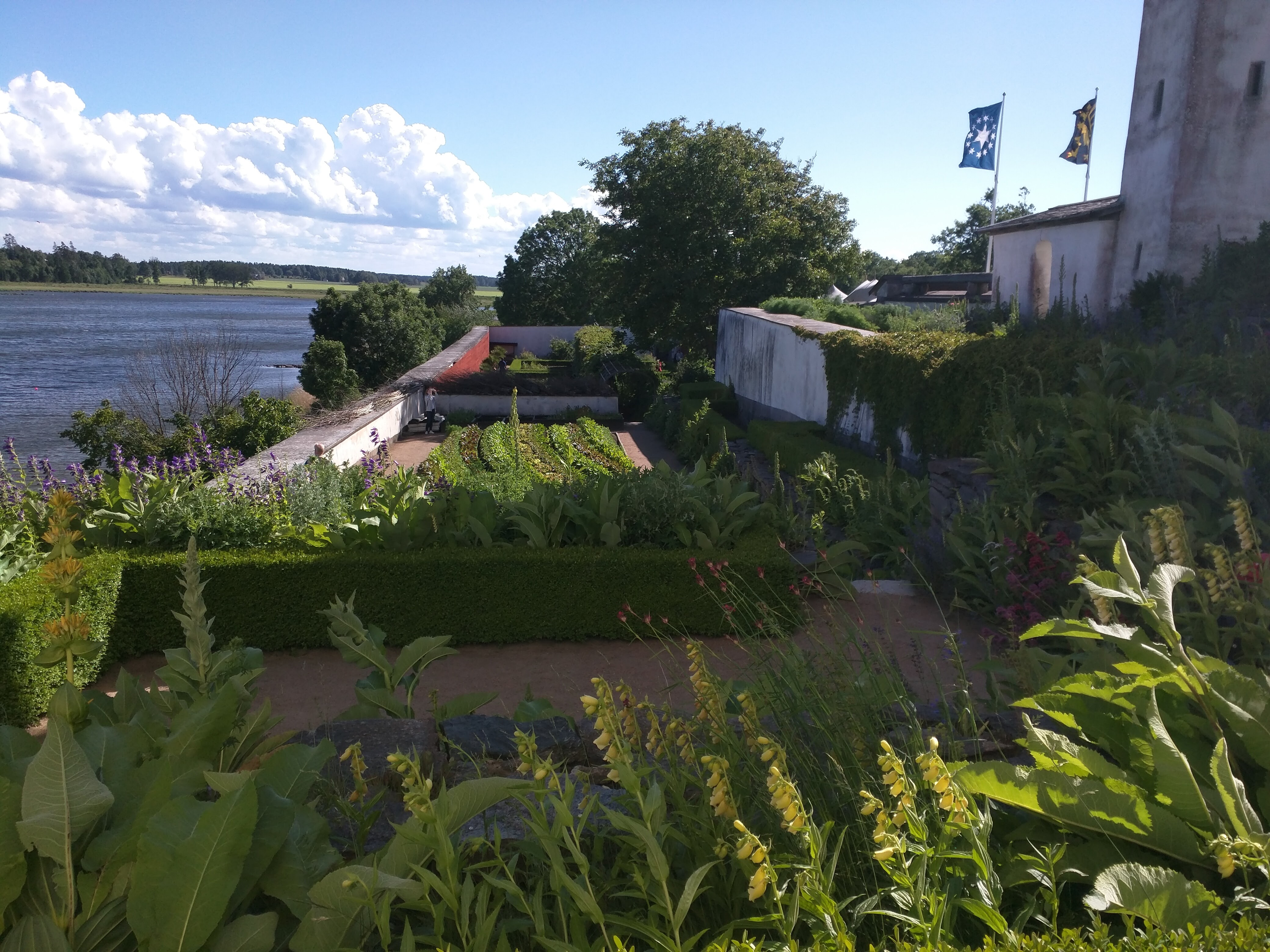
Парк Слотстрьодґарден у замку Лекьо.

### Єпископський замок
Лекьо почали будувати в 13 століттї поруч із існуючим тоді королівським маєтком 1298 (за істориком Йоганнесом Мессеніюсом). Вперше Лекьо згадується в 1294, коли єпископ Брюнольф видає тут листа.
Замок, в якому мешкав Брюнольф Ал<u>ґ</u>отсон, єпископ Скари, був побудований, тому що Лекьо знаходився всередині Скарської єпархії.
Лекьо у цей час складався з відкритого укріплення, яке огороджувало менші споруди. Цей об'єкт був знищений пожежею у 1470-х. Але незабаром після руйнування єпископ Брюнольф Ґерлаксон розпочав реконструкцію. Церковне майно мало бути забезпечене робочою силою та матеріалами. Роботи над реконструкцією замку тривали за часів єпископа Вінсенса Геннінґсона на початку 16 століття.

### Замок короля
Замок вважався однією з головних фортець країни, коли після риксдагу у Вестеросі у 1527 його було втягнуто в корону і передано Густаву Вазі в 1528.
Густав Ваза залишив заставу як грант раднику Туре Еріксону Більке.
У 1530-х замком керував Бірґер Нільсон Ґріп, а під його керівництвом пристав Педер Андерсон. У 1532 і 1535 замок періодично відвідував Густав Ваза. У 1535 сюди були відправлені в'язні зі Сконе на допит, в тому числі Маркус Меєр. На початку 1540-х замок вважався занедбаним. Бірґеру було наказано відбудувати замок, і йому довелося забрати необмежену кількість цегли з монастиря Святого Олофа в Скарі.
У 1543 Сванте Стуре отримав замок Лекьо з районами Сконе, Кінне, Колланд і Осе, а також місто Лідчепінг, як грант до своєї смерті в 1567. З 1545 Сванте Стуре зміцнив замок.
Під час Північної семирічньої війни замок був спалений у 1566 військовими силами, надісланими Даніелем Ранцау, коли влітку данська армія була в Лідчепінгу. Проте руйнування замку, схоже, було обмеженим, і він вважався принаймні оборонним об'єктом у 1569. Однак у листі короля Югана III у 1570 до губернатора Вестерґьотланда Кнута Поссе замок описується як значною мірою зруйнований.
У 1571 Гоґенскільд Бєльке отримав замок і графство Лекьо як фрайгер. Замок разом із прилеглим господарством починають реставрувати з 1573. Для додаткового спорядження використовуються сім мідних гармат Шарля де Морне. Незважаючи на хитку кар'єру Гоґенскільда, ремонтні та будівельні роботи відбувалися протягом 1590–1596. Він часто залишався у замку на довгі періоди зі своєю дружиною Анною Свантесдоттер Стуре. У них був син Нільс Бєльке, який помер у віці чотирьох років і був похований у сусідній парафіяльній церкві Сенате. З часів Гоґенскільда в замку збереглося багато фресок. У 1600 він вдруге втратив свій маєток і був ув'язнений.
У 1600 замок Лекьо і Дальсланд були передані герцогу Югану Естерґетландському, поки його не обміняли на графство Стеґеборґ (Замок Стеґеборґ).

### Повіт Лекьо
У 1615 Якоб Делагарді отримав Лекьо як грант. Його син Магнус Габріель Делагарді володів замком у середині 17 століття, і саме він подбав про те, щоб Лекьо набув нинішнього вигляду, але замок був вилучений королівством у 1681.

### Короний замок
До 1719 Кунґсґарден здавався в оренду приватним особам, тоді як замком у той же період керували офіцери корони або, як їх пізніше називали, замкові писарі. Загальну відповідальність за майно корони мала Палата депутатів і Адміністративна рада округу в Марієстаді. У 1731 Лекьо став королівським замком, а королівський маєток також був зданий в оренду. У 1752 замок був подарований Карлу Густаву Тессіну, у 1810 замок був знову наданий як національна нагорода Карлу Югану Адлеркрейцу з ім'ям Сікайоцкі, ім'ям, яке ніколи не використовувалося, але було включене в позначення власності до 1970 Національним землевпорядкуванням. Після смерті Адлеркрейца, Лекьо спочатку успадкував його син Фредерік Томас Адлеркрейц (1793–1852), а потім його брат Ґустав Маґнус-Адлеркрейц (1775–1845), полковий командир Вестготського полку, що жив неподалік Скари. Пізніше замок був відданий в оренду родині Руденшольдів, яка одружилася з родиною Адлеркройц у 1826. Однак пізніше ним керувала безпосередньо Будівельна рада. У 1990 замок перейшов до Фонду Інституту Лекьо, який згодом був перетворений на Фонд замку Лекьо. З 1993 замок Лекьо знаходиться під управлінням Шведського агентства нерухомості.

## Будівля

### Середньовічний замок
Замок розташований на скелястому виступі і переважно середньовічний, але серйозних досліджень не проводилося. Спочатку споруда складалася з неправильного замку. Кільцева стіна середньовічного головного замку збудована з сірого каменю та цегли невідомої висоти. Північна та південна довжини головного замку, ймовірно, належать до першої фази будівництва. Головний вхід, схоже, був з півночі через нинішній вихід на Коксґарден. Крім того, у західній стіні та у східному кінці північної кільцевої стіни були менші ворота. У південній довжині головного замку є колодязь у підвалі, який, ймовірно, належить до оригінальної споруди. У північно-західному куті подвір'я під час розкопок виявлено фундамент під арочний підвал. Встановлено, що його знесли після пожежі. У північно-східному куті кільцевої стіни знайдено замуровану балку, дендротовану до 1330 року.
На пізнішому етапі будівництва протягом середньовіччя було додано низку прибудов. До головного замку додано східну та західну довжини. На розі північної кільцевої стіни споруджено дві вежі. У східній з них — залишки середньовічного оздоблення. Верхні частини веж нещодавно відбудовано. Між ними і виходом до озера була побудована кільцева стіна, яка утворювала твердиню. Пізніше ця стіна була знесена, коли був побудований Коксґарден. У цій зоні знаходиться Свиняча могила глибиною 27 метрів. У 1554 Олаф Магнус згадує, що її викопали в скелі, спалюючи свинину, нагріваючи скелю та утворюючи вал. Нижче замкової скелі з боку моря, на поверхні води, прокладено сполучний хід до колодязя. Конструкція, ймовірно, викладена як карта проходу в замок та з нього. З південного боку, у бік суші, споруджено форт. Згодом його стіни стали частиною фундаменту для прибудови будівлі. Напівкругла вежа на крайньому півдні, яка сьогодні є головним входом, спочатку була триповерховою. Над першим поверхом є готичний ребристий склеп із отворами для чаш.

### Пізніші доповнення та перетворення

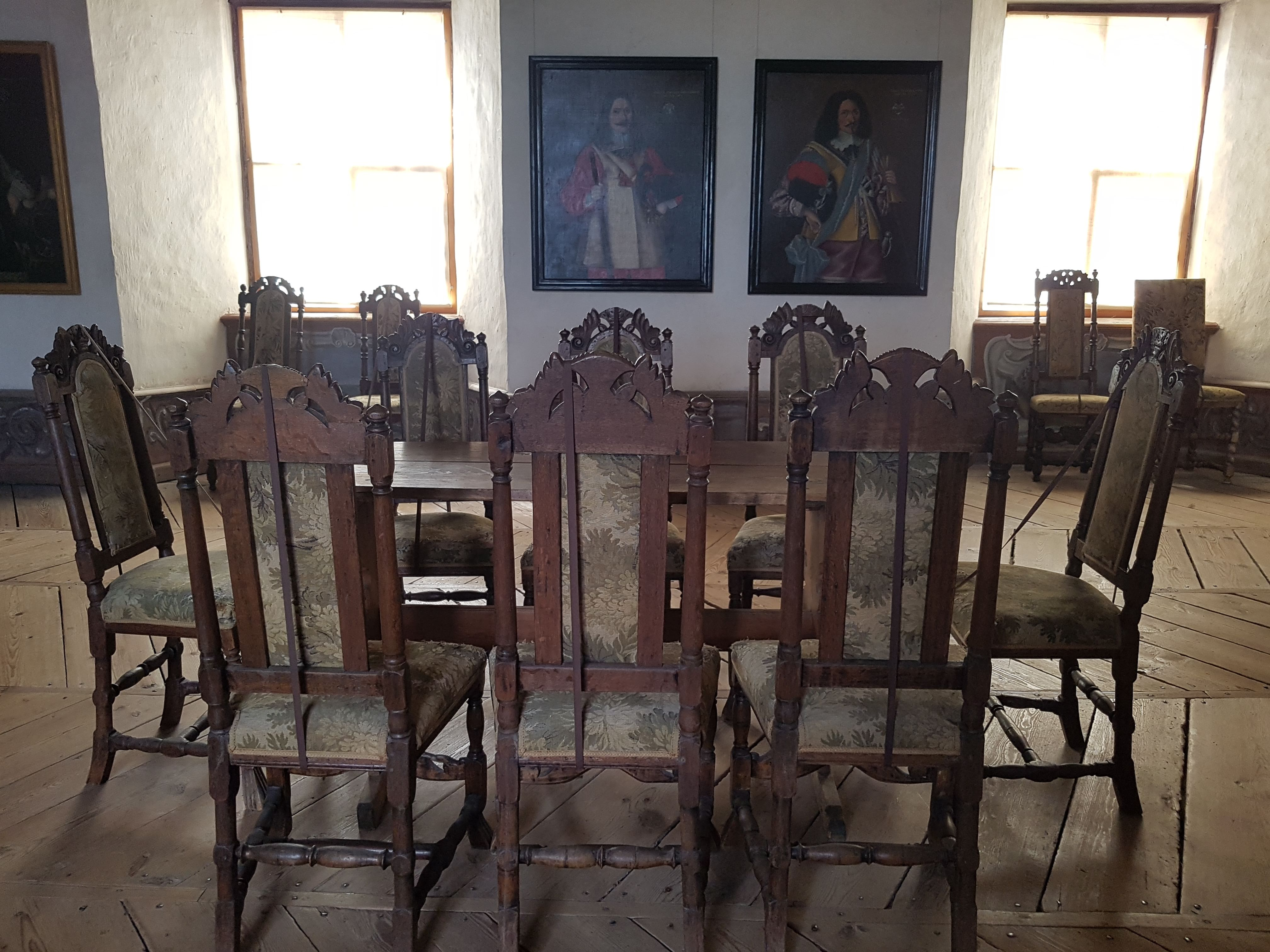
Їдальня в замку Лекьо на 3-му поверсі

Два нижніх поверхи великої центральної будівлі були частково перебудовані в період Вази, третій поверх за часів Якоба Делагарді. За часів його сина Маґнуса Ґабріеля Делагарді було добудовано четвертий поверх центральної будівлі, придворні аркади і, за будівельника Франса Стімера, замкову церкву з її вражаючою вежею.
Замок, що налічує близько 248 кімнат, був розкішно прикрашений картинами, скульптурами та ліпниною, у тому числі Дж. Гаммером і Б. Конратом, а також дорогоцінними меблями та тканими шпалерами. Збереглися деякі оздоблення кімнат, зокрема лицарська зала, стара королівська палата, спальня принцеси та Троянська зала. Більшість з них було знищено. Картини батальної зали були перенесені до Карлберга, а в 1830 найцінніші портрети — до замку Гріпсхольм. У 1830 деяку техніку також продали на аукціоні. На початку 20 століття під керівництвом Арланда Норіна розпочалися консерваційні роботи, особливо в замковій церкві було проведено масштабну реконструкцію, а деякі меблі були повернуті замку.

## Оперні вистави
Кожного літа у дворі замку Лякьо проводяться оперні вистави (з 1997).

## Власники замку
1. Брюнольф Алґотсон (1298 – 1317) єпископ Скарський
2. Бенґт Югансон (1317 – 1321) єпископ Скарський
3. Ерік (1321 – 1322) єпископ Скарський
4. Педер Ларсон (1322 – 1336) єпископ Скарський
5. Ґуннар Тиннесон (1337 – 1340) єпископ Скарський
6. Зіґґе Йонсон (1340 – 1351 або 1352) єпископ Скарський
7. Зіґфрід Рутґерсон (1352 – 1354) єпископ Скарський
8. Ларс (1354 – 1356) єпископ Скарський
9. Нільс (1356 – 1386) єпископ Скарський
10. Рудольф (1387 – 1391) єпископ Скарський
11. Торстен (1391 – 1404) єпископ Скарський
12. Вінсенс Геннінґссон (1505 – 1520)
13. Дідрик Слаґек (1520 – 1521)
14. Маґнус Гаральдсон (1522 – 1529) єпископ Скарський
15. Туре Ерікссон (Бєльке) 1528 – 1529 (Бєльке втратив свої гранти після участі в повстанні Вестґьотагерарнас у 1529).
16. Густав Ваза (1532 – 1535)
17. Сванте Стуре (1543 – 1567)
18. Хогенскільд Білке (1571 – 1591), (1593 – 1599)
19. Герцог Юган Естерйотландський (1600 – 1609)
20. Якоб Делагарді (1615 – 1652)
21. Магнус Габріель Делагарді (1652 – 1681)

## Орендарі Лекьо (Кунґсґарда)
1. Торе Олофссон Оллонберг (1681)
2. Йоран Дорфштедт (1684)
3. Бернт Папеґоя (1690)
4. Фредрік фон Келер (1700)
5. Фрідріх Райнгольд Пайкулль (1706)
6. Нільс Варенмарк (1709)
7. Аксель Реенстієрна (1715)
8. Карл Густав Дюкер (1719 – 1731)
9. Ґустав Пальмфельт (поч. 1730-х -1743)
10. Філіп Ієрта (1744 – 1752)
11. Карл Густав Тессін (1752 – 1770)
12. Густав Адольф Гіерне (1770 – 1805)
13. Карл Юган Адлеркрейц (1810 – 1815)
14. Фредрік Томас Адлеркрейц (1815 – 1819)
15. Ґустав Маґнус Адлеркрейц (1819 – 1828)
16. Карл Руденшельд (1828 – 1860)
17. Аксель Руденшельд (1860 – 1914)
18. Фріберґ / Біллінґ (1914 – 1923)
19. Адольф Ґустафссон (1923 – 1937)
20. Раґнар Янссон (1937 – 1961)
21. Ґуннар Нільсон (1961 – 1968)
22. Крістер Сведерберґ (1968 – 2013)
23. Карл-Фредрік Сведерберґ (2013)

### Вебджерела
- Карта [Архівовано 18 січня 2022 у Wayback Machine.], Lantmäteriet. Процитовано 8 червня 2015 року.
- Королівський маєток і замок Лекьо [Архівовано 18 січня 2022 у Wayback Machine.], Реєстр будівель, Рада національної спадщини. Процитовано 8 червня 2015 року.
- Замок [Архівовано 4 липня 2015 у Wayback Machine.] Лякьо, Фонд замку Лекьо. Процитовано 8 червня 2015 року.

### Друковані джерела
- Carlquist Gunnar, red (1929—1937). Svensk uppslagsbok. Malmö: Baltiska förl. Libris 1335380
- Hahr, August (1923). Läckö slott och andra De la Gardieska monumentalbyggnader i Västergötland. Skrifter utgivna till Göteborgs stads trehundraårsjubileum genom jubileumsutställningens publikationskommitté, 99-0061987-0 ; 18. Göteborg: Utg. Libris 1481947
- Liljegren Johan Gustaf, red (1837) (på latin). Svenskt diplomatarium. Bd 2, Åren 1286—1310. Stockholm: Utg. Libris 119739
- Lovén, Christian (1996). Borgar och befästningar i det medeltida Sverige: [Castles and fortifications in medieval Sweden]. Kungl. Vitterhets-, historie- och antikvitetsakademiens handlingar. Antikvariska serien, 0083-6761 ; 40. Stockholm: Kungl. Vitterhets-, historie- och antikvitetsakad. Libris 7640550. ISBN 91-7402-263-6
- Noreen, Ärland (1929). Läckö slott. Svenska fornminnesplatser, 0349-4187 ; 12. Stockholm: Wahlström & Widstrand. Libris 1335444
- Västergötlands Fornminnesförenings tidskrift; Sundler Birgitta (1938—1975). Register till Västergötlands Fornminnesförenings tidskrift: del I—IV, V—VI, 1869—1937, 1940—1976. Skara: Västergötlands Fornminnesfören. Libris 2207029, Band 1, häfte 3, Lund 1877, s. 12, brev 27, dat. 1475—1477; oc bran vpa then tiid Læcköö bran.